# Ballistic Missile Early Warning System
Ballistic Missile Early Warning System, (BMEWS), (også kaldet missilskjold), var det første operative radarsystem til lokalisering af indkommende ballistiske missiler, rettet mod USA eller Canada.
Det oprindelige system blev bygget i 1959 af det amerikanske luftvåben (USAF), og var i stand til at give USA en tidlig advarsel i tilfælde af et missil-angreb over Nordpolen.
Den kugleformede radome ved siden af den gamle BMEWS-radar på Thule Air Base var en tracking radar. AN/FPS-49 var en styrbar radar, der låste sig fast til et eller flere evt. fjendtlige missiler og sendte data videre til NORAD.
Systemet er også i stand til at spore missiler fra tre sporingsstationer, som er beliggende henholdsvis på Thule Air Base i Grønland, i Clear Alaska, USA og i Fylingdales Moor England.
Det gamle system kunne se noget på størrelse med en dør afsendt fra Sovjetunionen 5.000 km væk.
Det nye system kan se en fodbold afsendt fra samme afstand.
| Militær | Spire Denne artikel om militær er en spire som bør udbygges. Du er velkommen til at hjælpe Wikipedia ved at udvide den. |

76°36′N 68°18′V / 76.6°N 68.3°V